# 卡诺洛
卡诺洛（義大利語：Canolo），是意大利雷焦卡拉布里亚省的一个市镇。总面积28平方公里，人口824人，人口密度29.4人/平方公里（2009年）。ISTAT代码为080020。